# بهزادکلا
بهزادکلا، روستایی است از توابع بخش مرکزی شهرستان نکا در استان مازندران ایران.

## جمعیت
این روستا در دهستان قره‌طغان قرار دارد و براساس سرشماری مرکز آمار ایران در سال ۱۳۸۵، جمعیت آن ۱۰۱۸ نفر (۲۶۵خانوار) بوده‌است. مردم بهزادکلا از قومیت طبری هستند. مردم بهزادکلا به زبان طبری (مازندرانی) سخن میگویند.